# ロレンツォ・コロンボ
ロレンツォ・コロンボ（Lorenzo Colombo, 2002年3月8日 - ）は、イタリア・ロンバルディア州モンツァ・エ・ブリアンツァ県ヴィメルカーテ出身のサッカー選手。セリエA・ジェノアCFC所属。ポジションはFW。

## クラブ経歴
プリマヴェーラ時代からACミランで過ごし、ユース世代のイタリア代表で活躍し、2019-20シーズン終盤にトップチームに昇格。2020年6月12日のコッパ・イタリア準決勝のユヴェントスFC戦でプロデビュー。25日には2024年までの契約延長に合意。7月18日のボローニャFC戦でセリエAデビューを果たした。
2021年1月26日、USクレモネーゼへのローン移籍が発表された。
2021年7月31日、S.P.A.L.へのローン移籍が発表された。
2022年7月7日、USレッチェへのローン移籍が発表された。8月31日、セリエA第4節SSCナポリ戦でチーム初スタメン出場し、セリエA初得点を挙げた。
2023年9月1日、ACモンツァへ2024年6月30日までの期限付きでの移籍が発表された。同時にミランとの契約を2028年6月30日まで延長した。
2024年7月31日、エンポリFCへローン移籍。2025年6月30日までの契約および買取オプション付。
2025年7月28日、ジェノアCFCへローン移籍。2026年6月30日までの契約および買取オプション付。

## 代表経歴
2018年からユース世代のイタリア代表で活躍。2018年から2年連続でUEFA U-17欧州選手権に出場。2大会連続で決勝戦に進出したものの、いずれもオランダに敗退。2019年大会は決勝戦で2ゴールを決めたものの、2-4で敗れた。